# Łańcuch Wielkofatrzański
Łańcuch Wielkofatrzański (514.8) – makroregion geograficzny w środkowej Słowacji, w Centralnych Karpatach Zachodnich. Zaliczają się do niego:
- Trybecz
- Ptacznik
- Hroński Inowiec
- Góry Kremnickie
- Wielka Fatra.